# Slavnost lampiónů
Slavnost lampiónů (ve slovenském originále Lampiónová slávnosť) je opera o třech dějstvích slovenského skladatele Júlia Kowalského na libreto slovenského spisovatele a novináře Jarka Elena (vlastním jménem Jaroslava Kaisera). Poprvé byla uvedena 28. září 1963 ve Státním divadle Ostrava, v budově Divadla Zdeňka Nejedlého (dnes Divadlo Antonína Dvořáka).

## Vznik a charakteristika opery
Libreto vzniklo podle protiválečné hry německého spisovatele Hanse Pfeiffera (1925–1998), jinak známého spíše jako spisovatele detektivních románů, uváděné v českých zemích jako Slavnost lampiónů. Ta měla premiéru 1. září 1957 hned na osmi východoněmeckých scénách současně, byla v následujícím roce nejhranějším kusem v Německu vůbec a vzápětí se rozšířila po celém východním bloku. Již roku 1959 vysílala Československá televize záznam inscenace z divadla v Nitře.
Na operu ji následně zpracoval skladatel Július Kowalski; byla to jeho druhá po opeře pro děti Pohádky u přeslice, jež měla premiéru roku 1955 v Ústí nad Labem. Činohru zpracoval na operní libreto zkušený textař a libretista Jarko Elen, který už měl na kontě například libreto ke Svítání Ladislava Holoubka. Počátkem 60. let 20. století se kritika (Rudolf Pečman v Hudebních rozhledech) odvážila kritizovat už i samotný činoherní podklad: „nový, humánní je pouze protiválečný námět hry i libreta […], zatímco motivace dramatických akcí i jejich jevištní zpracování je poněkud naturalistické a schematické.“ Dle hudebního vědce a historika Igora Vajdy Elen mnohomluvnou činohru nedostatečně zkrátil, jeho adaptace pro operní médium spočívaly spíše k doplnění scén odpovídajících operním klišé, jako je závěrečný milostný duet.
Velkou pochvalu nesklidilo ani Kowalského zhudebnění. Pečman konstatuje, že skladatelova hudba usiluje o výrazovou úspornost. Vokální linie, podle Vajdy poměrně tradiční, jsou podle Pečmana vzdálené veristickému opernímu gestu, přitom však poměrně náročné. Pečman zmiňuje rytmiku vzdáleně založenou na slovenském folkóru, dosti rafinovanou harmonii a náznaky dodekafonických postupů, což však Vajda označuje za „kvazimoderní“ a za příznaky „nepřetavených vlivů zahraničních i domácích skladatelů 20. století“. Instrumentace je psána pro komorní obsazení orchestru, které je však příliš intenzivně využíváno. Pečman i Vajda se shodují, že Kowalského hudba je především ilustrativní a komentující, ale děj málo obohacuje, „nepovyšuje do rovin, jež činí operu operou“ (Pečman). Vajda je přísný na celkový dojem z hudby Slavnosti lampiónů: „Jde o nesourodý konglomerát rozmanitých prvků […] Opera je přesycena nevýraznou hudbou, a to je její největší nedostatek.“ Pečman o ostravském nastudování – které bylo jevištní premiérou a pro které Elen sám připravil překlad libreta do češtiny – prohlásil, že je nelze „kladně hodnotit [z] dramaturgického hlediska“.
Slavnost lampiónů je omezena na pět sólistů a komorní orchestr, a proto ji lze označit za první slovenskou komorní operu.
Klavírní výtah Kowalského Slavnosti lampiónů vydal roku 1962 Slovenský hudební fond. Téhož roku rovněž bratislavské studio Československé televize vysílalo inscenaci této opery, v níž vynikl Ondrej Malachovský v roli Yamamoty. Žádné slovenské divadlo ji však nenastudovalo. Vedle ostravské inscenace se však Kowalského Slavnost lampiónů s ohledem na původ svého textu prosadila v Německé demokratické republice, kde ji uvedla divadla v Meiningenu (1964) a Greifswaldu (1973).

## Osoby a první obsazení
| osoba            | hlasový obor     | jevištní premiéra (28. září 1963) |
| ---------------- | ---------------- | --------------------------------- |
| Yamamoto         | bas              | Jan Kyzlink / Radoslav Svozil     |
| Yuki, jeho dcera | soprán           | Eva Gebauerová / Jitka Kovaříková |
| Šido             | tenor            | Karel Kožušník / Oldřich Lindauer |
| Major Eatherly   | baryton          | Čeněk Mlčák / Vojtěch Zouhar      |
| James, jeho syn  | baryton          | Pavel Hlavica                     |
| Dirigent:        | Dirigent:        | Jiří Štych                        |
| Režie:           | Režie:           | Ilja Hylas starší                 |
| Scéna a kostýmy: | Scéna a kostýmy: | Zbyněk Kolář                      |

## Děj opery
Odehrává se v Nagasaki rok po shození atomové bomby. Americký letecký důstojník, v civilu majitel továrny na cukrovinky, major Eatherley přijíždí do města jako člen zvláštní vojenské komise pro zkoumání účinků radioaktivního záření, aby na vlastní oči poznal důsledky bombardování a sepsal o něm zprávu. Na příkaz úřadů ho musí ubytovat Yamamoto, bývalý japonský pilot – kamikaze, po válečném zranění upoutaný na kolečkové křeslo. Oba se nenávidějí, protože Eatherly přišel o staršího syna při bombardování Pearl Harboru, zatímco Yamamotova žena a synové zahynuli po bombardování Nagasaki.
Jenže Eatherlyho syn James, student medicíny, a Yamamotova dcera Yuki, zdravotní sestra v „atomové nemocnici“, se do sebe zamilují. Otcové se snaží jejich vztahu zabránit – Yamamoto spřádá plány na Jamesovo zavraždění, zatímco Eatherly se snaží na rodinu svého hostitele poštvat vojenskou policii. Na chvíli je tento společný zájem sblíží, ale při závěrečné konfrontaci mezi nimi vyjde najevo, že Yamamoto se osobně účastnil náletu na Pearl Harbor, zatímco Eartherly pilotoval letadlo, které shodilo bombu na Nagasaki. Yamamoto v záchvatu zuřivosti Eatherlyho probodne jakožto „akt národní msty“. Chce zabít i svou dceru, ale James mu v tom zabrání a Yamamoto spáchá harakiri.
Oba otcové se ještě ze záhrobí snaží působit na své potoky a přesvědčit je, aby pokračovali v jejich sporu. Ale mladí odmítají být loutkami a oběťmi svých otců a pokračovatei pomsty a chtějí začít společně nový život.